# Laphria gravipes
Laphria gravipes là một loài ruồi trong họ Asilidae. Laphria gravipes được Wulp miêu tả năm 1872.